# Ramón Medina Bello
Ramón Medina Bello (n. 29 aprilie 1966, Gualeguay⁠(d), Provincia Entre Ríos, Argentina) este un fost fotbalist argentinian.
Între 1991 și 1994, Medina Bello a jucat 17 meciuri și a marcat 5 goluri pentru echipa națională a Argentinei. Medina Bello a jucat pentru naționala Argentinei la Campionatul Mondial din 1994.

## Statistici
| Argentina | Argentina | Argentina |
| An        | Meciuri   | Goluri    |
| --------- | --------- | --------- |
| 1991      | 4         | 0         |
| 1992      | 2         | 1         |
| 1993      | 8         | 4         |
| 1994      | 3         | 0         |
| Total     | 17        | 5         |